# 사니 카이타
사니 하루나 카이타(Sani Haruna Kaita, 1986년 5월 2일 ~ )는 나이지리아의 전 축구 선수이다.

## 클럽
나이지리아의 카노 필라스 FC(Kano Pillars FC)에서 선수 생활을 시작해, 2005-06 시즌 네덜란드 에레디비시의 스파르타 로테르담으로 이적하였다. 2008년 프랑스 르샹피오나의 AS 모나코로 이적했으나 출장 기회를 확보하지 못했고, 2009년 러시아 프리미어리그의 FC 쿠반 크라스노다르, FC 로코모티프 모스크바, FC 알라니야 블라디캅카스, 우크라이나 프리미어리그의 FC 메탈리스트 하르키우, 그리스의 이라클리스 FC에서의 임대 생활을 거쳐 2011년, 우크라이나의 SC 타우리야 심페로폴 소속이 되었다.

## 국가대표팀
2005년 FIFA 세계 청소년 축구 선수권 대회에서 팀의 준우승에 공헌한 카이타는, 2006년 나이지리아 대표팀 데뷔전을 치렀다. 현재까지 나이지리아 대표로 2006년 아프리카 네이션스컵, 2008년 하계 올림픽, 2010년 아프리카 네이션스컵, 2010년 FIFA 월드컵에 출전하였으며, 2010년 FIFA 월드컵 조별 리그 2차전 그리스와의 경기에서 바실리스 토로시디스와의 볼 경합 중에 발길질을 해 퇴장 당하면서, 경기의 패인을 제공하였다.